# Der Scout (1983)
Der Scout ist ein 1983 vom DEFA-Studio für Spielfilme, Künstlerische Arbeitsgruppe (KAG) „Johannisthal“, in Zusammenarbeit mit Mongolkino Ulan-Bator produzierter Indianerfilm des Regisseurs Konrad Petzold.

## Handlung
Nordamerika 1877. Das weiße Militär hat bereits etliche Indianervölker ausgerottet oder in die Reservate getrieben und wendet sich nun den Gebieten westlich der Rocky Mountains zu, wo unter anderem der friedliche Stamm der Nez-Percé-Indianer beheimatet ist. Eine Kavallerieabteilung unter Colonel William Howard nimmt dem Indianerstamm seine beachtliche Pferdeherde von rund 1000 Tieren, um zu verhindern, dass die Nez Percé sich dem Reservat durch die Flucht nach Kanada entziehen. Anders als der benachbarte kriegerische Stamm der Cayuse, der sich mit Waffengewalt den überlegenen Streitkräften entgegenstellt, sind die Nez Percé entschlossen, nicht auf weiße Soldaten zu schießen. Ihr Unterhäuptling Weiße Feder zieht allein los, um die Herde ohne Gewaltanwendung zurückzuholen, und folgt den Soldaten zunächst beobachtend.
Als der Trupp eine Rast einlegt, werden sie von Cayuse-Indianern provoziert, aber nicht angegriffen. Colonel Howard lässt diesen Vorfall dennoch als Angriff ins Logbuch schreiben und nimmt für einen Gegenschlag die Verfolgung der flüchtigen Indianer auf, um selbst als der militärische Sieger über sie zu gelten. Die Pferdeherde lässt er mit sechs Soldaten unter dem unentschlossenen Major Bannigan zurück. Diese erkennen, dass sie die große Herde nicht am Platz halten können – die Pferde würden von selbst nach Hause gehen, wenn sie nicht getrieben werden. So beschließen sie, die Herde nach Fort Lapwei zu treiben und den Colonel dort zu erwarten.
Nach einem fehlgeschlagenen Versuch, die Herde nachts wegzuführen, lässt Weiße Feder sich von den Soldaten gefangen nehmen und gibt sich als Fischer auf Brautschau aus. Da er die Gegend gut kennt und auch die Pferde auf ihn hören, verpflichten ihn die Weißen als Scout, und er übernimmt die Führung. Unterwegs trennt er sich jedoch unabgesprochen von den Soldaten, um insgeheim eine nahegelegene Cayuse-Siedlung vor Howard zu warnen. Er kommt zu spät, die Siedlung ist niedergebrannt, fast alle Frauen und Kinder sind tot. Eine junge Cayuse findet er noch lebend vor, nimmt sie mit zum Kavallerietrupp und versorgt ihre Verletzungen. Von zwei anderen Cayuse erfährt er später, dass Fort Lapwei von ihnen als Vergeltung für Howards Bluttaten zerstört wird. Diese Information behält er für sich.
Die Weißen betrachten Weiße Feder mit wachsendem Misstrauen, doch sind sie auf seine Dienste als Scout zunächst noch angewiesen. Sergeant Anderson lässt nach einer weiteren Eigenmächtigkeit eine Scheinhinrichtung durchführen und eröffnet Weiße Feder dann, dass er ihn schon früh als den Unterhäuptling der Nez Percé erkannt hat. Danach kommt es unter den Soldaten zunehmend zu Rivalitäten gegeneinander und zum Umgang mit dem Scout, was in Major Bannigans Unfalltod gipfelt – danach ist man wieder auf das Wissen des Kundschafters angewiesen. Dieser führt sie auf Umwegen, um den verfolgenden Cayuse zu entgehen, nach Fort Lapwai, in dessen rauchenden Überresten sie auf Colonel Howard treffen, der hier mit einigen Soldaten den Posten gegen die Cayuse zu halten versucht.
Weiße Feder muss schließlich ausnahmsweise doch einen Schuss abgeben, um sich gegen Howard zu verteidigen. Dessen Soldaten werden bei einem erneuten Angriff der Indianer in die Flucht getrieben oder sterben im Fort.
Am Ende des Filmes reitet die junge Frau davon. Weiße Feder führt seine Pferdeherde allein wieder zurück zu seinem Stamm.

## Produktion und Veröffentlichung
Dieser Streifen ist der letzte Teil einer äußerst erfolgreichen Westernreihe mit Gojko Mitić als Hauptdarsteller. Die Dreharbeiten 1982 in der Mongolei mit 1.200 Pferden dauerten drei Monate. Der Film wurde am 27. Mai 1983 im Dresdner Filmtheater Prager Straße anlässlich der Eröffnung des „Kinosommers ’83“ uraufgeführt. Die Erstausstrahlung im 1. Programm des Fernsehens der DDR erfolgte am 8. Juli 1986.

## Kritiken
„[…] ist reich an äußeren und inneren Spannungen, an Aktionen vielfältigster Art, an Verwicklungen, an Rivalitäten der Beteiligten, auch an kleinen Ungereimtheiten erzählt, gespielt und abgefilmt – halt ein Indianerfilm wie so oft gehabt, seriös gestaltet, gediegen gemacht, spannend und unterhaltsam. Sauber in der Sache, solide in der Ausführung.“

„Sein ‘Scout’ erweist sich als ein vordergründig gewiß publikumswirksamer Gojko-Film, zweifelsohne hat er aber zu viel Wasser von der großen Flußüberquerung abgekriegt. Er ist allenthalben ein bißchen wässrig, von routiniertem Mittelmaß geprägt, wieder einmal fehlt der echte dramatische Atem. Ein paarmal knistert’s, wenn Klaus Manchen seine Szenen hat…“

„Solide entwickelter aktionsreicher Indianerfilm, der neben großartigen Landschaftsaufnahmen und beeindruckenden Dressurleistungen auch mit sehr guten Schauspielerleistungen aufwartet. Der Film, der Partei für die Indianer ergreift, wurde in Zusammenarbeit mit der Mongolei hergestellt.“

## Synchronisation
| Rolle                 | Darsteller               | Synchronsprecher |
| --------------------- | ------------------------ | ---------------- |
| Weiße Feder / Scout   | Gojko Mitić              | Thomas Kästner   |
| Cayuse-Mädchen        | Nasagdordshijn Batzezeg  | Ute Lubosch      |
| Major George Bannigan | Milan Beli               | Horst Kempe      |
| Häuptling             | Luwsan-Osoriin Niamsüren | Werner Ehrlicher |
| Anführer              | Zerendulamijn Gürsed     | Manfred Richter  |